# Franko Škugor
Franko Škugor (Sibenik, 20 de setembro de 1987) é um tenista profissional croata, tem como melhor ranking de 174° em simples.